# 現象論
自然科学における現象論（げんしょうろん、英語：externalism）とは、事物の表面的な現れだけをみて行う議論。
物理学の研究者である大野克嗣は現象論について、
- 現象論的理解とは、ある現象を、ディティールを動かしても変化しない安定な部分とそれ以外のディティールに敏感な部分とに腑分けして、前者をはっきりと理解すること[2]
- 現象論を追究することとは、一連の現象の裏にあるミニマルな（十分に簡単な）数学的構造を探すこと[3]
- 観察するスケールより小さなスケールで起きている分からない（または不可知な）ことは、その影響がしばしば（気まぐれではなく）系統的に限定されたところに出てくる性質を持つ。現象論的見方とは、その性質を活用して世界を見る見方[4]

と説明している。
物理学では原子論や素粒子論と対比され、「現象の表面的記述に終始し、そこから先に行こうとしない」、「ミクロな理論に比べると大雑把でいい加減な副次的理論」というイメージがあり、良いニュアンスを持っていないことがある。

## 現象論の構造
あるクラス（系の集まり）の中の特定の系に起こる現象の現象論的記述は、クラス全体に共通な普遍的構造と、個々の系特有の現象論的パラメータとからなる。現象論的パラメータは現象論で決めうるものではなく、外から（例えば実験で）与えられる。
現象論を持つ系はくりこみ可能なモデルで記述され、ミクロな詳細に敏感に依存する部分（発散）を現象論的パラメータの変化の中に吸収することができる。
現象論の類別として、以下がある：
- いろいろな要素（自由度）が複雑に絡み合った挙句に多体効果で観測される現象に普遍性が生じる現象論。普遍性自体が巨視的なレベルでしか意味をなさない。要素を少し変えるとき、現象の変化は少数の現象論的パラメータの変化で書ける安定な現象論。摂動の空間が無限次元であっても応答の空間は有限次元、それも極めて低い次元でありうる。定量的な普遍的構造を持つ。後述する秩序変数や高分子溶液の浸透圧の項目などが例である。
- 簡単さの極みでそうなる現象論。ある種の極限（低温極限、低密度極限など）でみられる普遍的関係はほとんど相互作用しない単位（原子、分子、素励起等）から構成された系にみられる。その普遍性は理想化された単純な要素そのものの普遍性に由来する。要素の性質を少し変えるとその応答が変化の詳細に正直に依存する。ミクロ法則の普遍性がそのまま拡大されて現れたもの。普遍的な構造が精密には定量的ではない。たとえばファンデルワールスの状態方程式、理想気体の状態方程式など。

## 例
ナビエ–ストークス方程式多種多様な流体（非圧縮性粘性流体）の運動状態（圧力場 p と速度ベクトル場 v ）は
{\displaystyle \rho \left[{\frac {\partial {\boldsymbol {v}}}{\partial t}}+({\boldsymbol {v}}\cdot \nabla )\right]{\boldsymbol {v}}=\eta \Delta {\boldsymbol {v}}-\nabla p}
で記述することができる。密度 ρ と粘性係数 η が個々の系によって異なる現象論的パラメータである。この方程式は、流体を構成するミクロな古典多体粒子力学的モデル（原子論的抽像）から厳密に導かれたものではない。
秩序変数液体の2成分混合物における臨界現象の秩序変数の空間相関関数 G(r) は、臨界温度 Tc より高温の無秩序状態で距離 r に対して指数関数的に減衰する：
{\displaystyle G({\boldsymbol {r}})\equiv \langle \psi ({\boldsymbol {r}})\psi ({\boldsymbol {0}})\rangle \sim \exp(-|{\boldsymbol {r}}|/\xi )}
ここで {\displaystyle \langle \cdot \rangle } は平衡状態についての平均である。ξ は相関距離で、臨界組成なら Tc 近傍で温度 T に
{\displaystyle \xi \sim \xi _{0}|T-T_{\mathrm {c} }|^{-\nu }}
のように依存する。臨界温度 Tc と相関距離 ξ が系ごとに異なる現象論的パラメータである。指数 ν はどんな2成分液体でも同じ値になり、発散の仕方が普遍的な構造を持つ。
高分子溶液の浸透圧準希薄極限（ポリマーの数密度 c Ndv を一定に保ったまま、重合度 N→∞、モノマーの数密度 c→0 とした極限）をとった溶液の浸透圧 πは
{\displaystyle \pi =ckT\cdot f(c/c^{*})}
のような形になる。kT はボルツマン定数と温度の積、f はポリマーや溶媒によらない普遍的な関数、c* は系の詳細によって決まる現象論的パラメータである。
スピノーダル分解2種類の液体の臨界混合物を臨界温度を超えて急冷した時、スピノーダル分解が生じる。このとき空間相関関数をフーリエ変換したもの S (k, t) は
{\displaystyle S(k,t)={\langle k\rangle _{t}}^{-3}F(k/\langle k\rangle _{t}),\quad \langle k\rangle _{t}=at^{-1}}
のような形を持つ。F は普遍的な関数、a が現象論的パラメータである。
不完全気体の状態方程式ファンデルワールスの状態方程式
{\displaystyle \left(p+{\frac {a}{(V/N)^{2}}}\right)(V/N-b)=NkT}
も普遍的な構造と現象論的パラメータ a, b からなる。不完全気体は対応状態の法則により、臨界点における値でスケーリングされた圧力、温度、体積を用いることで一つのマスターカーブに重ね合わせられることが経験的に知られている。このことが普遍的な構造であり、臨界点における値が現象論的パラメータになる。
デバイ模型固体の低温比熱は 
{\displaystyle c_{V}=3Nk\cdot f(T/T_{D})}
と書ける。ここでTD はデバイ温度と呼ばれる現象論的パラメータ、f はデバイ関数と呼ばれる普遍的な関数で、x が小さいとき f(x) ≃ 4π4x3/5 と近似される。
熱力学一様な平衡状態にあるマクロな系について成立する熱力学は、分子間の相互作用がどんなものでも成立する普遍的なものである。平衡状態でなくても、線形非平衡熱力学は普遍的な性質として成立する。系の個性を表現する状態方程式が現象論的パラメータである。
ニュートン力学運動方程式が2階微分方程式で表されることが普遍的な構造、系の質量やポテンシャルが現象論的パラメータとすれば、これもまた古典的運動一般の現象論的記述と解釈することができる。また質量等が与えられた個々の系の運動も、運動方程式が普遍的構造、初期条件が現象論的パラメータに相当すると考えることができる。